# Haykel Guemamdia
Haykel Guemamdia, a volte riportato anche come Haykel Gmamdia (Gafsa, 22 dicembre 1981), è un ex calciatore tunisino, di ruolo attaccante.